# Club Aéreo de Valparaíso y Viña del Mar
El Club Aéreo de Valparaíso y Viña del Mar (fundado como Club Aéreo de Aconcagua, en octubre de 1935 en El Belloto) es un club aéreo y escuela de vuelo orientada a la formación de pilotos. Su base se encuentra en el Aeródromo Rodelillo, en el Gran Valparaíso, Chile.

## Historia
En octubre de 1935 se reúnen en la Ilustre Municipalidad de Quilpué un grupo de entusiastas de la aviación deportiva convocados y liderados por el entonces alcalde de esa municipalidad don Carlos Subercaseaux. El objetivo de esta convocatoria era la formación y constitución de una entidad en la cual pudiera realizarse actividades aeronáuticas de carácter deportivo; y fue así como en ese mismo día quedó constituido y formado el Club Aéreo de Aconcagua.
En esta asamblea constitutiva estuvieron presentes, entre los 48 firmantes del acta de fundación, oficiales del grupo de aviación de Quintero, el entonces subdirector Carlos Alzola, el Jefe de Crónica Sr. Antonio Andrade y el corresponsal de Quilpué, Sr. Alejandro Lubet (entusiasta vecino de esa localidad a quien se debe en gran parte la formación de este club) quien fuera a su vez su primer y sucesivo secretario. Igualmente cabe recordar que cuatro de los fundadores se formaron posteriormente en el club, obteniendo su brevet de piloto civil de acuerdo a la normativa de ese entonces; fueron ellos los señores Alejandro Lubet, Eric Jacobsen, Julio Anderson y Eloy Omoboni.
El Club Aéreo de Aconcagua inició su actividad aeronáutica en El Belloto, en un terreno que le fuera cedido y en el cual se acondicionó una pista de aterrizaje apta para los aviones de aquellos tiempos. Posteriormente este terreno fue adquirido por la Dirección General de Aeronáutica Civil, entidad que lo dotó de las mejoras del caso, convirtiéndolo en el Aeródromo El Belloto, pasando oficialmente a integrar la red de aeródromos autorizados del país.
El Club Aéreo de Aconcagua que posteriormente cambió su nombre por el de Valparaíso, tuvo su domicilio y cobijo en dicho aeródromo, lugar en que desplegó su actividad aérea y social hasta el año 1964, año en que trasladó sus instalaciones y material de vuelo a los terrenos de su propiedad que conforman hoy el Aeródromo Rodelillo, en el sector de Rodelillo, en el límite de las comunas de Valparaíso y Viña del Mar.
El Club Aéreo de Valparaíso adquirió esos terrenos en 1961 por donación de la sucesión de Doña Blanca Vergara de Errázuriz, propietaria de la hacienda “Las Siete Hermanas” y por compraventa a la sucesión Schmidt. En el año 1962 de inmediato se planifica y concreta la construcción de la pista de aterrizaje (inicialmente de tierra), con una dimensión aproximadamente de 1000 metros de largo y 40 metros de ancho. Fue fundamental durante este período la colaboración del entonces intendente Don Luis Guevara Ortúzar, por cuyo intermedio se aportó la maquinaria necesaria para el movimiento de tierra. Paralelamente se dio comienzo a construcción de las obras de infraestructura, necesarias para el desarrollo de su actividad aérea.
Para que el aporte en la intendencia fuera posible, tuvo una fundamental importancia que este aeródromo fuera de uso público, condición que se ha mantenido hasta el día de hoy. Posteriormente y desde 1964, año en que el club aéreo se trasladó definitivamente al Aeródromo Rodelillo desde El Belloto, se empezó a planificar la pavimentación de la pista principal, calles de acceso, hangares, torre de control, calles de carreteo, casino, etc. En 1966 se hizo una presentación oficial al entonces intendente Sr. Enrique Vicente, solicitando ayuda para esta obra, tanto de la intendencia provincial como de las Ilustres Municipalidades de Valparaíso y Viña del Mar, la respuesta fue muy positiva y se comprometieron aportes de la misma intendencia como de los regidores de ambas municipalidades a través de recursos anuales disponibles a su cargo.
Importante resulta destacar que Rodelillo fue el primer y único aeródromo civil que tuvieron y siguen teniendo hasta hoy las dos ciudades costeras. Además se consiguió a través de ENAP, por gestiones de las autoridades mencionadas y del propio directorio del Club Aéreo, obtener el asfalto a precio preferencial. Con los compromisos de ingresos antes mencionados, se solicitó un crédito a 4 años plazo con el Banco del Estado de Chile, avalado lo anterior por el directorio de aquella época. Los aportes ofrecidos por la Intendencia y Municipalidades solamente cubrieron un cifra cercana al 40% del total de la obra, siendo soportado y financiado el 60% restante por el club, con ingresos y aportes extraordinarios de sus socios.
La inauguración oficial del aeródromo ya asfaltado fue el día 7 de mayo de 1967. Posteriormente, gracias a gestiones de socios y directores de la institución y con el apoyo de la Ilustre Municipalidad de Viña del Mar, se logran algunos ingresos adicionales a través del Casino Municipal de Viña del Mar, lo que indudablemente ayudó, aunque en montos menores, a amortizar parte de nuestra deuda principal con el Banco del Estado.
Desde 1972 a la fecha, a pesar de que Rodelillo ha sido un aeródromo de apertura irrestricta al uso público, y abierto sin restricciones a la comunidad, no se han obtenido aportes para su mantención y arreglos, siendo todos estos gastos soportados por el Club Aéreo de Valparaíso y Viña del Mar.

## El Club
El aeródromo es utilizado sin restricción tanto por aviones civiles y militares como de clubes aéreos y empresas comerciales y dada su estratégica ubicación sigue teniendo una importancia vital para las diferentes actividades regionales. Por ejemplo a CONAF se le cedió en comodato una hectárea de terreno para su base de combate contra los incendios forestales de la V Región. Permanentemente y en forma diaria, se efectúan vuelos desde y hacia Rodelillo, de distintos puntos de Chile, cumpliéndose de esta forma un servicio de amplio respaldo a la comunidad de la región y del país.
Cabe destacar dentro de nuestra historia el permanente apoyo y aporte con el cual Rodelillo ha contado de parte de la Dirección General de Aeronáutica Civil desde sus inicios, colocando a su disposición personal de excelencia profesional y equipos de comunicaciones que han mantenido siempre el nivel de seguridad de vuelo de manera muy eficiente. Hoy en día se dispone de los más modernos equipos tanto de meteorología como de comunicaciones, lo cual reafirma fuertemente la importancia que a este aeródromo le otorga la autoridad aeronáutica. El Club Aéreo de Valparaíso puede lucir con orgullo esta magnífica obra, asimismo agradecer a todos quienes hicieron posible su construcción, como también a quienes han colaborado durante tantos años para mantener su vigencia, siempre a disposición no solo de la región sino de todo el país, prestando valiosos servicios.
Hoy en día, el club cuenta, entre su material de vuelo, con ocho aeronaves: cuatro Piper Archer PA-28-181, tres aviones de instrucción Piper Cherokee PA-28-140 y un Piper PA-18 C90. Todos ellos en vuelo y bajo las más estrictas normas de mantenimiento. El club también acoge varias aeronaves particulares, dentro de ellos un bimotor, dos monomotores turbohélice y siete monomotores a pistón.
Como ente formadora de pilotos contamos hoy con una Escuela de Vuelo conformada coordinada por un Piloto Instructor de planta contratado y cinco Pilotos Instructores de nuestras propias filas quienes prestan un valioso servicio en la formación de nuevos pilotos.
La mantención de nuestro material de vuelo, revisiones cada 25, 50 y 100 horas, como así también la certificación anual de nuestras aeronaves y reparaciones, se efectúan en la propia maestranza del club hoy denominada Centro de Mantenimiento Aeronáutico (CMA). Nuestra CMA es dirigida desde el año 1956 por Sr. Don Rómulo Basaure, quien cuenta con la asistencia de una excelente dotación de personal especializado y certificado. En reiteradas ocasiones la Dirección General de Aeronáutica Civil ha felicitado y destacado a nivel nacional, el alto grado de profesionalismo, tecnología y responsabilidad de nuestro Centro de Mantenimiento Aeronáutico.

## Escuela de Vuelo
El Club Aéreo de Valparaíso es una institución sin fines de lucro con más de 80 años formando Pilotos, brindando instrucción personalizada, con instructores completamente dedicados a sus alumnos. Además entrega la posibilidad de ser socio una vez obtenida su licencia de piloto privado, con los beneficios que esta condición ofrece ejemplo: utilizar un avión a un precio que es aproximadamente 50% más económico que en una escuela privada y la opción de utilizar las aeronaves para su uso personal y recreativo.
El club posee con 8 aeronaves a disposición de los socios, todas con pantallas y habilitadas para IFR. Además cuenta con casino, salas de clases, e instalaciones confortables de Club.
EL club cuenta con un centro de mantenimiento aeronáutico propio, autorizado por la Dirección General de Aeronáutica Civil, con 1 Supervisor y 3 Mecánicos de planta habilitados para el mantenimiento de las aeronaves en constante supervisión. Gracias a la rigurosidad de este, el Club Aéreo de Valparaíso recibió en el año 2012 el premio de Seguridad Operacional Aérea, que otorga la Fuerza Aérea de Chile y la Dirección General de Aeronáutica Civil, premio que se otorga después de meses de evaluación a todos los operadores aéreos del país.

### Curso Piloto Privado

#### Instrucción Teórica
| Asignaturas                |
| -------------------------- |
| Aerodinámica               |
| Motores y Sistemas         |
| Instrumentos de vuelo      |
| Meteorología               |
| Reglamentación             |
| Performance Peso y Balance |
| Navegación Aérea           |
| Fisiología de vuelo        |
| Comunicaciones             |
| Manual de vuelo            |

#### Instrucción Práctica
La instrucción práctica comprende como mínimo 40 horas de instrucción de vuelo, de las cuales aproximadamente 25 son de vuelo dual con instructor. En estas horas se incluyen un raid dual vuelo más largo junto al instructor, raids solo el alumno pilotea el avión, seguido en otro avión por su instructor y los exámenes de vuelo correspondientes.
El número real de horas de vuelo requeridas por cada alumno piloto, así como el tiempo que le tomará realizarlas, dependerá de su propia capacidad de aprendizaje y el tiempo del que disponga.
El avión utilizado para la instrucción práctica es el Piper PA-28-140. Esta aeronave es biplaza con comandos dobles, por lo que es apta para la preparación de pilotos.

### Cursos Avanzados

#### Curso IFR
Contamos con la apertura de la escuela de vuelo por instrumentos para la formación de Pilotos con habilitación instrumentos.

#### Curso de Piloto Comercial
El explosivo desarrollo que ha tenido la aviación comercial en las últimas décadas ha generado una demanda creciente por este tipo de profesionales. Para convertirse en Piloto Comercial, debes desarrollar un intenso programa de formación en cualquier Escuela de Vuelo o Club Aéreo, para luego realizar tu postulación a una línea aérea.

## Flota
El Club Aéreo de Valparaiso y Viña del Mar tiene una flota compuesta por 9 aeronaves  de diferente tecnología a la que pueden acceder los socios pilotos y alumnos de nuestros cursos de vuelo.
| Fabricante | Modelo              | Matrícula |        |
| ---------- | ------------------- | --------- | ------ |
| Piper      | PA-18 Super Cub     | CC-KVS    |        |
| Piper      | PA-28-140 Cherokee  | CC-KVE    |        |
| Piper      | PA-28-140 Cherokee  | CC-KVJ    |        |
| Piper      | PA-28-140 Cherokee  | CC-KVL    |        |
| Piper      | PA-28-181 Archer    | CC-KVD    |        |
| Piper      | PA-28-181 Archer    | CC-KVN    |        |
| Piper      | PA-28-181 Archer    | CC-KVO    |        |
| Piper      | PA-28-181 Archer LX | CC-AGM    |        |
| Piper      | Van's Aircraft      | RV-12IS   | CC-DDM |